# N.E.E.T. Recordings
N.E.E.T. Recordings (w skrócie – N.E.E.T.) – amerykańska wytwórnia płytowa, założona w 2008 roku przez brytyjską piosenkarkę M.I.A. jako imprint Interscope Records. W 2013 roku ukazały się ostatnie wydawnictwa wytwórni.

## Historia

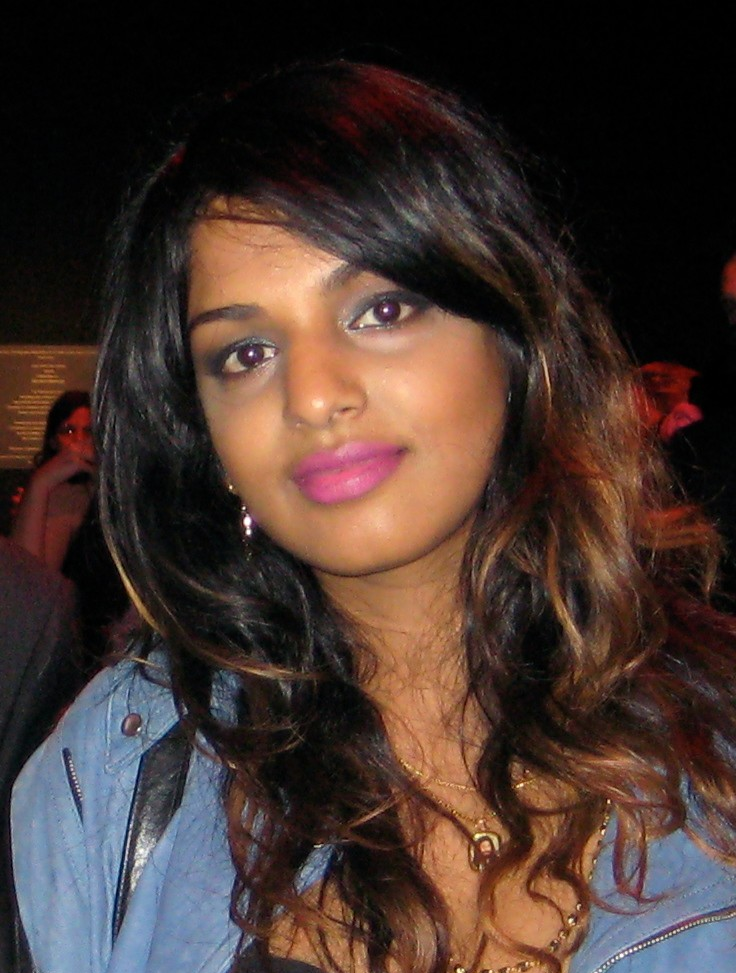
M.I.A., założycielka N.E.E.T. Recordings

M.I.A. w 2008 roku założyła w ramach swojej macierzystej wytwórni, Interscope Records, własną wytwórnię – N.E.E.T. Recordings. Skrót N.E.E.T. pochodzi od wyrażenia „Not in Education, Employment, or Training”, który został użyty w brytyjskim dokumencie rządowym opisującym bezrobocie wśród młodzieży, a który z czasem zyskał negatywne konotacje w prasie głównego nurtu. Celem wytwórni było poszukiwanie nowych, undergroundowych talentów. Jak stwierdził wówczas współpracownik artystki, Diplo: „Wytwórnie płytowe nie mają już pieniędzy, aby płacić ludziom A&R. Dają te etykiety wydawnicze każdemu. Wiele osób nic z nimi nie robi. Ona to zrobiła”. M.I.A. planowała rozwinięcie N.E.E.T. z wytwórni płytowej w coś, co opisywała jako „kreatywny kolektyw”, wraz z fotografami i artystami wizualnymi. Pierwszym artystą, z którym N.E.E.T. podpisała kontrakt nagraniowy, była pochodząca z Baltimore raperka, Rye Rye. Wśród kolejnych, pozyskanych artystów znaleźli się:: Sleigh Bells, Blaqstarr, Rye Rye i Jaime Martinez. W sierpniu 2012 roku wytwórnia przestała aktualizować swoje konto na Twitterze, zamiast tego przekierowywała wiadomości na osobiste konto M.I.A. W 2013 roku N.E.E.T. Recordings wydała czwarty album studyjny M.I.A., Matangi.
Sukcesem komercyjnym wytwórni okazał się album ze ścieżką dźwiękową Slumdog Millionaire: Music from the Motion Picture, napisaną przez A.R. Rahmana do filmu Slumdog. Milioner z ulicy w reżyserii Danny’ego Boyle’a. Album zdobył w 2009 roku Oskara w kategoriach: najlepsza oryginalna muzyka filmowa (A.R. Rahman) i najlepsza piosenka oryginalna („Jai Ho”, muzyka: A.R. Rahman, tekst: Gulzar). W Wielkiej Brytanii zdobył w 2010 roku certyfikat złotej płyty, przyznany przez British Phonographic Industry.
Sukces zanotowały też oba albumy artystki, wydane pod szyldem N.E.E.T., Maya i Matangi dochodząc do 1. miejsca na liście Top Dance Albums tygodnika Billboard.

## Artyści
Lista według Discogs:
- Blaqstarr
- M.I.A.
- A.R. Rahman
- Rye Rye
- Sleigh Bells